# Meizu 16s
Meizu 16s та Meizu 16s Pro — флагманські смартфони на Android, розроблені Meizu. Meizu 16s був представлений 23 квітня 2019 року, а 16s Pro — 28 серпня того ж року.

## Дизайн
Передня та задня панелі виконані зі скла, а рамка — з алюмінію.
Знизу розміщені роз'єм USB-C, динамік, мікрофон та лоток під 2 SIM-картки, зверху — другий мікрофон, а справа — гойдалка регулювання гучності та кнопка блокування.
Meizu 16s продавався в 3 кольорах: Carbon Black (чорний), Phantom Blue (синій), Pearl White (білий). Meizu 16s Pro продавався в 4 кольорах: Twilight Forest (зелений), Dream Unicorn (рожевий), Black Mirror (чорний), White story (білий).

## Технічні характеристики

### Апаратне забезпечення
Meizu 16s отримав флагманську систему на кристалі Qualcomm Snapdragon 855, а Meizu 16s Pro — більш розігнану Snapdragon 855+. Смартфони продавалися в конфігураціях 6/128, 8/128 та 8/256 ГБ. Meizu 16s отримав тип сховища UFS 2.1, а Meizu 16s Pro — UFS 3.0.
Батарея отримала об'єм 3600 мА·год та підтримку швидкої зарядки mCharge 4 на 24 Вт.
Meizu 16s отримав екран типу AMOLED, а Meizu 16s Pro — типу Super AMOLED. Дисплеї обох моделей мають діагональ 6,2", роздільну здатність Full HD+ (2232 × 1080), співвідношення сторін 18,5:9 та щільність пікселів 400 ppi. Також під дисплей вбудовано оптичний сканер відбитків пальців.
Meizu 16s отримав подвійну основну камеру із ширококутним об'єктивом 48 Мп з діафрагмою f/1.7, фазовим автофокусом та оптичною стабілізацією зображення і телеоб'єктива на 20 Мп з діафрагмою f/2.6 і фазовим автофокусом. Натомість Meizu 16s Pro на додаток має надширококутний об'єктив на 16 Мп з діафрагмою f/2.2. Основна камера Meizu 16s вміє записувати відео в роздільній здатності 4K@30fps, а Meizu 16s Pro — в 4K@60fps. Також обидві моделі отримали фронтальну камеру з роздільністю 20 Мп, світлосилою f/2.2 та можливістю запису відео в роздільній здатності 1080p@30fps.

### Програмне забезпечення
Смартфони були випущені на FlymeOS 7.3 на базі Android 9 Pie. Були оновлені до Flyme 8.1.